# Anthony Taylor (Schiedsrichter)
Anthony Taylor (* 20. Oktober 1978 in Wythenshawe, Manchester) ist ein englischer Fußballschiedsrichter. Seit 2013 steht er auf der FIFA-Liste.

## Leben
Nach dem Schulabschluss arbeitete Taylor zunächst als Gefängniswärter. Bis 2012 ging er diesem Beruf parallel zu seiner Schiedsrichterlaufbahn nach, seitdem ist er hauptberuflicher Schiedsrichter.
Taylor lebt mit seiner Frau und den zwei gemeinsamen Töchtern in der Grafschaft Cheshire.

## Karriere als Schiedsrichter

### Laufbahn

#### Anfänge und nationale Karriere (seit 2006)
Taylor begann seine Karriere als Schiedsrichter mit 16 Jahren und stieg kontinuierlich im englischen Ligensystem auf. Im Jahr 2006 wurde er auf die Schiedsrichterliste der English Football League berufen, die zu Einsätzen bis hinauf zur zweiten englischen Liga berechtigt. Seinen ersten Einsatz in der Premier League, der höchsten englischen Spielklasse, hatte er im Jahr 2010 bei der Begegnung zwischen dem FC Fulham und dem FC Portsmouth. Zur Saison 2010/2011 wurde er schließlich dauerhaft auf die Liste der Premier-League-Schiedsrichter gesetzt. Im Jahr 2017 wurde er erstmals für die Leitung des FA-Cup Endspiels nominiert. 2020 wurde er erneut mit der Leitung des Endspiels betraut und ist damit der erste Schiedsrichter seit 1901, dem diese Ehre zuteilwurde. Schiedsrichter-Obmann David Elleray begründete die Entscheidung mit den besonderen Umständen aufgrund der COVID-19-Pandemie. Es sei Sitte, dass Familienangehörige und Weggefährten des Final-Schiedsrichters das Spiel im Wembley-Stadion verfolgen könnten. Da das Finale ohne Zuschauer ausgetragen werde, sei ein Schiedsrichter nominiert worden, der die Erfahrung bereits gemacht habe.
Am 14. September 2024 bei dem Spiel FC Chelsea gegen AFC Bournemouth zeigte Taylor insgesamt 16 gelbe Karten und stellte damit eine neue Rekordmarke für die meisten Verwarnungen in einer Partie der Premier League auf. Im Anschluss dessen erhielt er Todesdrohungen und wurde für den nächsten Spieltag als Hauptschiedsrichter (wie zunächst beabsichtigt) nicht berücksichtigt.

#### Beginn der internationalen Karriere (2013 – 2021)
Seit 2013 ist Taylor FIFA-Schiedsrichter und damit berechtigt, Spiele in internationalen Nationalmannschafts- und Klubwettbewerben zu leiten. Sein offizielles internationales Debüt feierte er im Juni 2013 bei einem Qualifikationsspiel zur U-19 EM zwischen Spanien und Griechenland. Sein erster Einsatz bei einem A-Länderspiel folgte ein Jahr später mit dem Freundschaftsspiel zwischen Jamaika und Ägypten. Bei der U-19 EM 2015 in Griechenland wurde er sowohl für die Leitung des Eröffnungsspiel als auch des Finales nominiert. Darüber hinaus leitete er Spiele bei der U-17 WM 2017 in Indien. Als Torrichter gehörte er zum Team um Hauptreferee Mark Clattenburg und amtierte in dieser Funktion unter anderem im Champions-League-Finale 2016 und bei der Fußball-Europameisterschaft 2016 – auch hier kam er zu einem Endspieleinsatz.
Sein erstes Spiel in einem europäischen Klubwettbewerb leitete er 2013 in der dritten Qualifikationsrunde zur UEFA Champions League zwischen ŠK Slovan Bratislava und Ludogorets Rasgrad. Seitdem wird er regelmäßig in UEFA Europa League und Champions League eingesetzt. Einen bisherigen Karrierehöhepunkt stellt die Leitung des UEFA-Super Cups 2020 zwischen Bayern München und dem FC Sevilla dar.

#### Teil der internationalen Elite und zunehmende Kontroversen (seit 2021)
Für die Europameisterschaft 2021 wurde er von der UEFA als einer von 19 Hauptschiedsrichtern nominiert. Er leitete insgesamt drei Spiele, darunter ein Achtelfinale. Während seines ersten Einsatzes erlitt der dänische Spieler Christian Eriksen in der 40. Minute einen Herzstillstand und musste auf dem Feld reanimiert werden. Das Spiel wurde erst nach knapp zweistündiger Unterbrechung fortgesetzt. Der Vorsitzende der UEFA-Schiedsrichterkommission Roberto Rosetti lobte Taylor für seine schnelle Reaktion und Besonnenheit im Umgang mit dieser Situation. Die fortgesetzte Wertschätzung durch die UEFA-Kommission wurde durch seine Nominierung für das Endspiel der UEFA Nations League zwischen Frankreich und Spanien in Mailand weiter demonstriert.
Bei der Fußball-Weltmeisterschaft 2022 stand er als einer von 36 Hauptschiedsrichtern zum ersten Mal im Unparteiischen-Aufgebot bei einer WM, als Assistenten begleiteten ihn, wie bereits bei der EURO, Gary Beswick und Adam Nunn. Taylor leitete insgesamt zwei Partien der Gruppenphase. In seinem ersten Spiel verwies er nach Spielschluss den Trainer Südkoreas Paulo Bento des Feldes. Er war damit der erste Schiedsrichter der WM-Geschichte, der einen Cheftrainer mittels der Roten Karte vom Platz stellte. Taylor verblieb bis zum Endspiel im Turnier, kam jedoch zu keinem weiteren Einsatz.
Bei der FIFA-Klub-Weltmeisterschaft 2022 leitete er zwei Spiele, darunter das Finale zwischen Real Madrid und al-Hilal aus Saudi-Arabien (Endstand 5:3). Am Ende der Spielzeit 2022/23 wurde er mit der Leitung des Endspiels um die UEFA Europa League zwischen dem FC Sevilla und der AS Rom betraut, welches die Spanier mit 4:1 im Elfmeterschießen gewinnen konnten. Im Anschluss übten Verantwortliche der Roma, zuvorderst deren Trainer José Mourinho, heftige Kritik an Taylor und warfen ihm vor, sie benachteiligt zu haben. In der Folge bedrängten am Folgetag einige Rom-Fans Taylor und seine Familie im Wartebereich des Budapester Flughafen und warfen unter anderem Gegenstände in seine Richtung. Taylor blieb durch das rechtzeitige Eingreifen der Sicherheitskräfte unverletzt. Mourinho wurde aufgrund seines Verhaltens durch die UEFA für vier Europapokalspiele gesperrt.
Bei der EM 2024 gehörte er mit seinen Assistenten Beswick und Nunn erneut zum Schiedsrichterkader des Kontinentalwettbewerbs. Bei dem Turnier leitete er insgesamt drei Spiele, nach zwei Einsätzen in der Gruppenphase auch das Viertelfinale zwischen Gastgeber Deutschland und Spanien. Seine Spielleitung in dieser Partie zog Kritik von beiden Seiten auf sich. Zum einen ersparte er Toni Kroos eine mögliche gelb-rote Karte nach lediglich sechs Minuten. Zum anderen verweigerte er den Deutschen in der Verlängerung beim Stand von 1:1 nach einem Handspiel des Spaniers Marc Cucurella einen Strafstoß, wofür er nach dem Spiel und dem Ausscheiden Deutschlands durch einige Experten hart kritisiert wurde. Der Lehrwart des Deutschen Fußballbundes Lutz Wagner bezeichnete die Entscheidung Taylors als vertretbar. In ihrer internen Aufarbeitung des Turniers kam die UEFA-Schiedsrichterkommission hingegen zu dem Schluss, dass ein Strafstoß hätte verhängt werden müssen.
Bei der ersten Ausgabe der erweiterten FIFA-Klub-Weltmeisterschaft 2025 gehörte er zum Unparteiischenaufgebot und kam zu drei Spielleitungen, darunter bei der Viertelfinalniederlage der Bayern gegen Paris St. Germain.

### Einsätze bei Turnieren
- U19-Europameisterschaft 2015 in Griechenland
- Europameisterschaft 2016 in Frankreich (als Torrichter)
- U17-Weltmeisterschaft 2017 in Indien
- Europameisterschaft 2021 in 11 Ländern Europas und Asiens

| Phase        | Datum         | Spielort   | Heimmannschaft | Gastmannschaft | Ergebnis             |
| ------------ | ------------- | ---------- | -------------- | -------------- | -------------------- |
| Gruppenphase | 12. Juni 2021 | Kopenhagen | Dänemark       | Finnland       | 0:1 (0:0)            |
| Gruppenphase | 19. Juni 2021 | München    | Portugal       | Deutschland    | 2:4 (1:2)            |
| Achtelfinale | 26. Juni 2021 | London     | Italien        | Österreich     | 2:1 n. V. (0:0, 0:0) |

- Weltmeisterschaft 2022 in Katar

| Phase        | Datum         | Spielort  | Heimmannschaft | Gastmannschaft | Ergebnis  |
| ------------ | ------------- | --------- | -------------- | -------------- | --------- |
| Gruppenphase | 28. Nov. 2022 | ar-Rayyan | Südkorea       | Ghana          | 2:3 (0:2) |
| Gruppenphase | 1. Dez. 2022  | ar-Rayyan | Kroatien       | Belgien        | 0:0       |

- FIFA-Klub-Weltmeisterschaft 2022 in Marokko
- Fußball-Europameisterschaft 2024 in Deutschland

| Phase         | Datum         | Spielort  | Heimmannschaft | Gastmannschaft | Ergebnis             |
| ------------- | ------------- | --------- | -------------- | -------------- | -------------------- |
| Gruppenphase  | 21. Juni 2024 | Leipzig   | Niederlande    | Frankreich     | 0:0                  |
| Gruppenphase  | 26. Juni 2024 | Stuttgart | Ukraine        | Belgien        | 0:0                  |
| Viertelfinale | 5. Juli 2024  | Stuttgart | Spanien        | Deutschland    | 2:1 n. V. (1:1, 1:0) |

- FIFA-Klub-Weltmeisterschaft 2025 in den USA